# إثميا سوداء البقع
إثميا سوداء البقع (الاسم العلمي: Ethmia nigrimaculata) هي نوع من الحشرات تتبع جنس الإثميا من فصيلة الألاشستيات.